# Metóxido de sodio
El metóxido de sodio (o metilato de sodio) es un compuesto orgánico de fórmula CH3ONa. Es un sólido incoloro que se forma por la deprotonación del metanol, ampliamente empleado como reactivo tanto a nivel industrial como de laboratorio. También es una base (álcali) cáustica muy peligrosa.

## Preparación y estructura
El metóxido de sodio se prepara tratando cuidadosamente al metanol con sodio:
Na + CH3OH → CH3ONa + 1⁄2 H2
La reacción es tan exotérmica que incluso la ignición es posible. La solución resultante, que es incolora, se emplea frecuentemente como fuente de metóxido de sodio, pero el material puro puede aislarse por evaporación seguida de calentamiento para eliminar el metanol residual. El sólido hidroliza en agua dando hidróxido de sodio, por lo que las muestras comerciales suelen estar contaminadas considerablemente con este hidróxido. El sólido, y especialmente la solución, absorben dióxido de carbono del aire lo que disminuye la efectividad del alcalino.
En su forma sólida, el metóxido de sodio es polimérico, con arreglos con forma de hoja de Na+ en el centro, rodeados de cuatro oxígenos.
La estructura de este compuesto en disolución, y por lo tanto su basicidad, depende del disolvente. Es una base significantemente más fuerte en DMSO donde se ioniza más y está libre de enlaces por puente de hidrógeno.

## Aplicaciones

### Síntesis orgánica
El metóxido de sodio es una base de uso rutinario en química orgánica, aplicable a la síntesis de numerosos compuestos, como fármacos y agroquímicos.  Como base, se emplea en la deshidrohalogenación y condensación de aldol. También es un nucleófilo para la producción de éteres metílicos.

### Aplicaciones industriales
Se usa como iniciador de la polimerización aniónica con óxido de etileno, formando un poliéter con una alta masa molecular. El biodiésel se prepara de aceites vegetales y grasas animales (es decir, triglicéridos de ácidos grasos) por transesterificación con metanol para obtener metilésteres de ácidos grasos (fatty acid methyl esters, FAMEs). Esta transformación se cataliza con metóxido de sodio.

## Seguridad
El metóxido de sodio es altamente cáustico y su hidrólisis produce metanol, el cual es tóxico y volátil.